# Port Trevorton
Port Trevorton is een plaats (census-designated place) in de Amerikaanse staat Pennsylvania, en valt bestuurlijk gezien onder Snyder County.

## Demografie
Bij de volkstelling in 2000 werd het aantal inwoners vastgesteld op 451.

## Geografie
Volgens het United States Census Bureau beslaat de plaats een oppervlakte van
7,1 km², geheel bestaande uit land.

## Plaatsen in de nabije omgeving
De onderstaande figuur toont nabijgelegen plaatsen in een straal van 12 km rond Port Trevorton.